# Grahamstown
Cet article possède un paronyme, voir Grahamtown.
Grahamstown (Grahamstad en afrikaans, iRhini en xhosa), également appelée Makhanda (son nom officiel depuis 2018), est une ville d'Afrique du Sud située dans la province du Cap-Oriental. Surnommée la ville des Saints (The City of Saints) à cause de sa quarantaine d'églises ou encore GOG (pour good old Grahamstown), elle est aussi le siège de l'université Rhodes. 

## Origine du nom
Grahamstown porte le nom du lieutenant-colonel John Graham qui avait fondé en 1812 un poste militaire pour sécuriser la frontière et la colonie du Cap contre les Xhosas. Depuis juin 2018, elle porte également le nom de Makhanda, d'après le chef xhosa Makana Nxele.

## Géographie
Grahamstown est située à 125 km de Port Elizabeth, à 180 km d'East London et à une soixantaine de kilomètres de la côte de l'Océan Indien. 

## Quartiers
La ville de Grahamstown se divise en 19 secteurs géographiques : Belmont Valley, Eluxolweni, Fingo, Fortengland, Grahamstown Military Base, Grahamstown SP1, Grahamstown SP2 (comprenant le centre-ville), Hlalani, Hooggenoeg, Joza, King Flats, Kingswood, Mary Waters, Phaphamani, Rhodes, Scott Farm, Tantyi, Vukani et Xolani. 
Le grand township de Rhini, qui jouxte la commune de Grahamstown, constitue un quartier séparé de la ville et est directement rattaché à la municipalité de Makana.

## Démographie
Comme toutes les villes d'Afrique du Sud, la répartition géographique des groupes de population à Grahamstown a été marqué au XXe siècle par l'apartheid. Les anciens quartiers blancs (centre-ville, Rhodes, Kingswood, Belmont Valley) sont aujourd'hui devenus beaucoup plus mixtes. 
Selon le recensement de 2011, Grahamstown compte 50 217 habitants, majoritairement noirs (72,78 % des résidents). Les blancs et les coloureds représentent respectivement 11,22 % et 14,29 % des habitants. Mais en comptant en plus le township de Rhini (17 047 habitants avec plus de 96 % de résidents issus des populations noires du pays), le nombre d'habitants de l'aire urbaine de Grahamstown atteint alors 67 264 résidents.
Dans la localité de Grahamstown, le township de King Flats (10 610 habitants, 99,22 % de noirs) est le secteur qui compte le plus de résidents. Le quartier universitaire de Rhodes est également majoritairement peuplé de noirs (2 584 habitants, 56,62 % de noirs) tout comme le sont la majorité des autres secteurs de la ville (plus de 90 % dans les townships de Hlalani, Eluxolweni, Fingo, Joza, Phaphamani, Tantyi, Vukani et Xolani). Les blancs sont cependant majoritaires dans les quartiers de Kingswood (44,05 % des habitants) et de Grahamstown SP2 (40,07 %) alors que les coloureds le sont pour leur part dans les quartiers de Hooggenoeg (78,04 %), Mary Waters (86,16 %) et Scott Farm (93,13 %). 
La langue xhosa est la langue maternelle majoritairement utilisée par la population locale (66,53 %) devant l'afrikaans (17,27 %).

## Historique

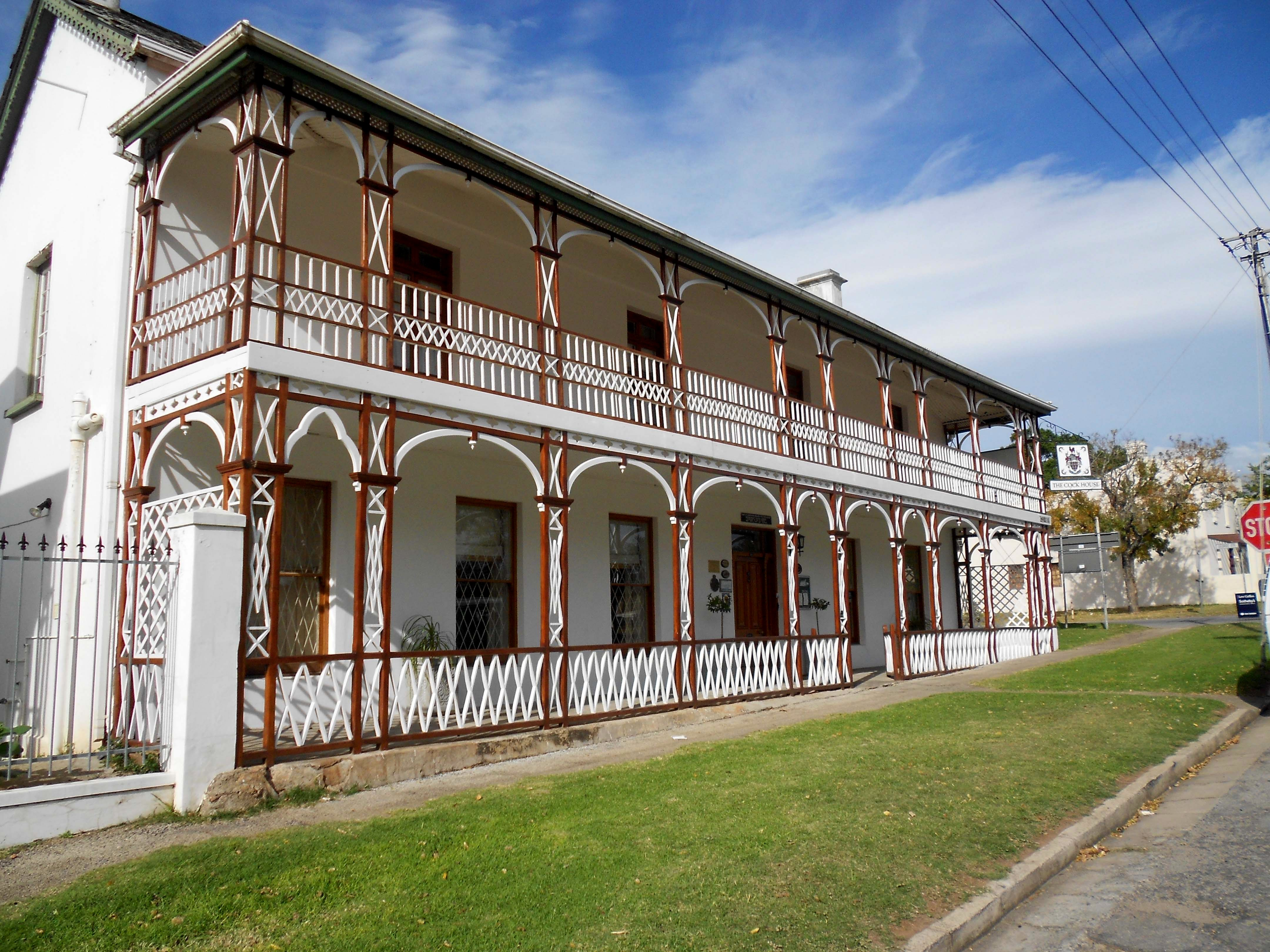
Maison coloniale de Grahamstown (1826) ayant été la propriété de John Henry Webber (1847-1927), maire de la ville de 1903 à 1910 ainsi que la résidence de l'écrivain André Brink entre 1971 et 1991

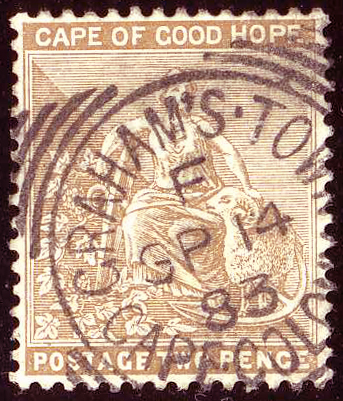
Marque postale GRAHAM'S TOWN CAPE COLONY en 1883, alors colonie anglaise

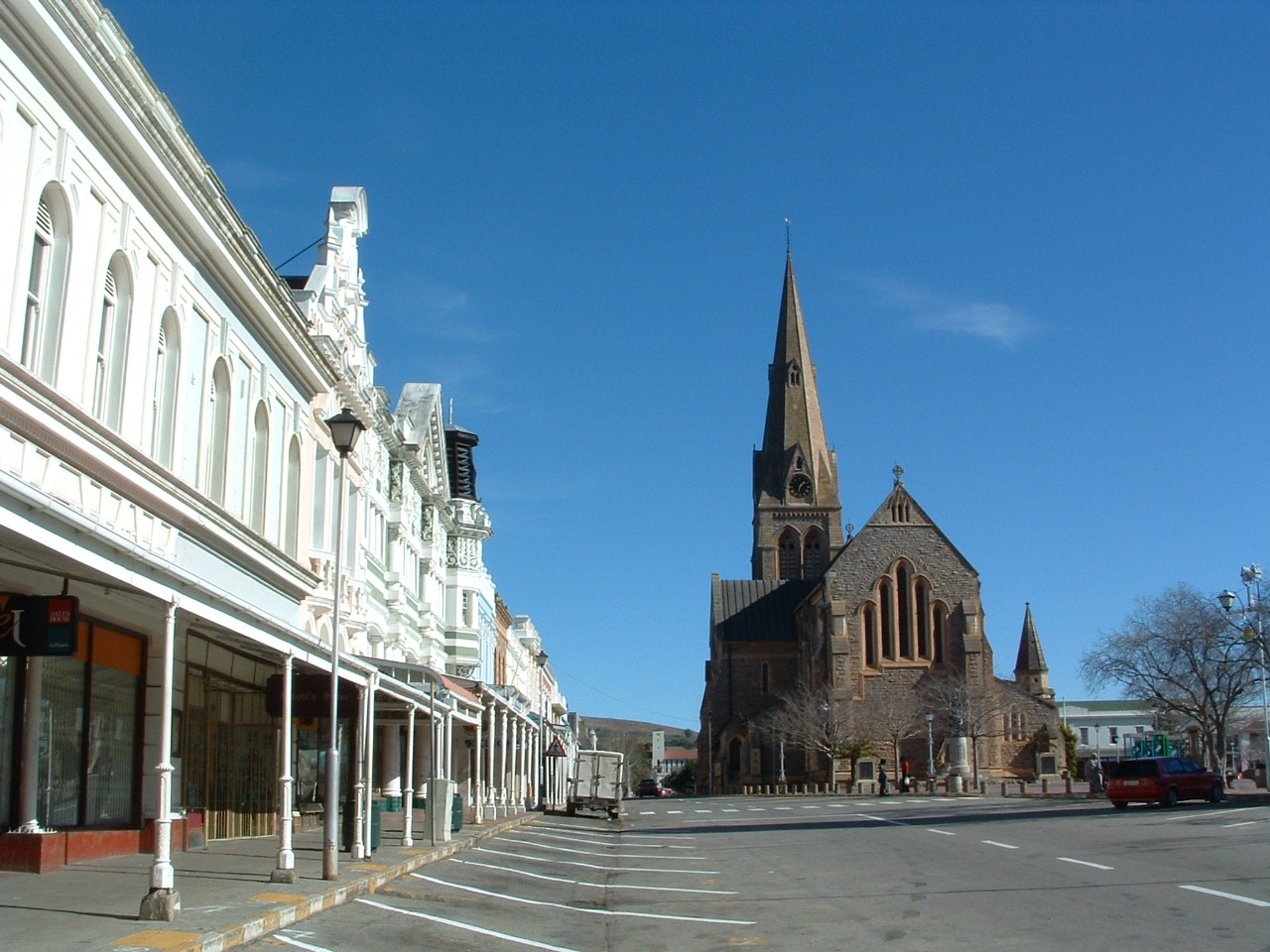
Cathédrale Saint Michael et Saint George sur Church Square à Grahamstown

Grahamstown fut fondée en 1812 en tant que poste militaire avancé par le lieutenant-colonel John Graham afin de sécuriser la frontière et la colonie du Cap contre les Xhosas. Le 22 avril 1819 elle fut le théâtre d'une sévère bataille entre les Britanniques et les Xhosas de Makana Nxele, regroupés sur le plateau de Egazini, dominant le site de Grahamstown, pour lancer les attaques contre les camps britanniques situés dans la vallée.
Les premiers colons britanniques s'installèrent à Grahamstown à partir de 1820 où ils durent affronter non seulement les populations locales, mais aussi les Afrikaners, la faim et la sécheresse.
La ville est en 1830 la seconde ville la plus importante de la colonie du Cap. En 1864, la session du parlement de la colonie du Cap s'y déroula. Surnommée la ville des Saints en raison du nombre élevé d'édifices religieux qui y sont construits (notamment quarante églises), Grahamstown devint le centre culturel et religieux de la région d'Albany avant d'acquérir également une grande renommée universitaire en Afrique du Sud.
En 1872 débuta la construction d'un Chemin de fer reliant Grahamstown à Port Alfred, une ville de la côte.
À la suite de la fondation de l'Union d'Afrique du Sud, la haute cour de Grahamstown devint une division locale de la nouvelle Cour suprême d'Afrique du Sud puis, en 1957, une division provinciale.
Depuis 1994, Grahamstown est intégré dans la nouvelle province du Cap-Oriental.

## Administration
La municipalité de Grahamstown fut instituée en 1862. 
En 2000, la ville de Grahamstown et le township de Rhini sont rattachés à la nouvelle municipalité locale de Makana, au côté des villes de Alicedale et de Riebeek East.
Aux élections municipales du 1er mars 2006, l'ANC a remporté 80,9 % des suffrages des résidents de la municipalité de Makana.

### Liste de maires de Grahamstown
- George Samuel Wood (1828-1884), 1er maire
- Charles Henry Caldecot (1814–1878 ), maire de Grahamstown en 1860 et 1865
- John Edwin Wood (1829-1901), maire en 1865 et 1866
- Samuel Cawood (-1887), maire de 1880 à 1883
- Henry Richard Wood (1838-1921), maire de 1896 à 1899
- Daniel Knight (1846-1923), maire de 1901 à 1903
- John Henry Webber (1842-1912), maire de 1903 à 1906
- Henry Fitchat (1864-1943), maire de 1906 à 1908
- John Henry Webber (1842-1912), maire de 1908 à 1909
- Henry Richard Wood (1838-1921), maire de 1909 à 1910
- Henry Fitchat (1864-1943), maire de 1910 à 1912
- Thomas Francis Barry van der Riet (1851-1916), maire de 1912 à 1915
- Henry Fitchat (1864-1943), maire de 1915 à 1918
- Cuthbert Whiteside (1880-1969), maire de 1918 à 1922
- William Purnell Bond, maire de 1930 à 1932
- Lewis Miles (1871-1943), maire de 1932 à 1937
- Gilbert William Lucas (1891-1967), maire de 1938 à 1940
- Gilbert William Lucas (1891-1967), maire de 1947 à 1948
- Harold Arthur Mather-Pike, maire en 1948
- Arthur Temple Rivett-Carnac (1879-1961), maire de 1949 à 1951
- Alwyn Kingsley Rautenbach (1918-), maire de 1958 à 1961
- Harold Leon Reich (1934-), maire en 1975
- Martha Elisabet Olckers (née en 1941), maire (NP) en 1990

## Politique
De 1910 à 1994, Grahamstown a été le centre électoral de la circonscription législative du district d'Albany (correspondant à peu près géographiquement à l'actuelle municipalité de Makana). 
Acquise d'abord au parti unioniste (1910-1921), le district d'Albany fut par la suite un bastion électoral du parti sud-africain (1921-1933) puis du parti uni (1933-1977) où elle est représentée au parlement successivement par Leander Starr Jameson (1910-1915), Frederick John Werndly (1915-1924), Robert Henry Struben (1924-1938), Thomas (Tom) Bouchier Bowker (1938-1966), Colin Bennett (1966-1970) et William Henry D'Ewes Deacon (1970-1977). 
Lors des élections générales sud-africaines de 1977, la circonscription est remportée pour la première fois par le candidat du parti national (NP), Jaap Olckers, dans le cadre d'une élection triangulaire l'opposant aux candidats du nouveau parti républicain et du parti progressiste fédéral (PFP).
En 1981, Errol Moorcroft, candidat du PFP, reprend la circonscription mais il est à son tour battu en 1987 par Johannes (Jannie) van der Vyver (NP). Errol Moorcroft prend sa revanche, lors des élections générales sud-africaines de 1989, en reprenant la circonscription d'Albany sous les couleurs du nouveau parti démocratique. 
Depuis les élections générales sud-africaines de 1994 (élection au scrutin de liste), l'ancienne circonscription est acquise au congrès national africain.

## Université et "boarding schools"

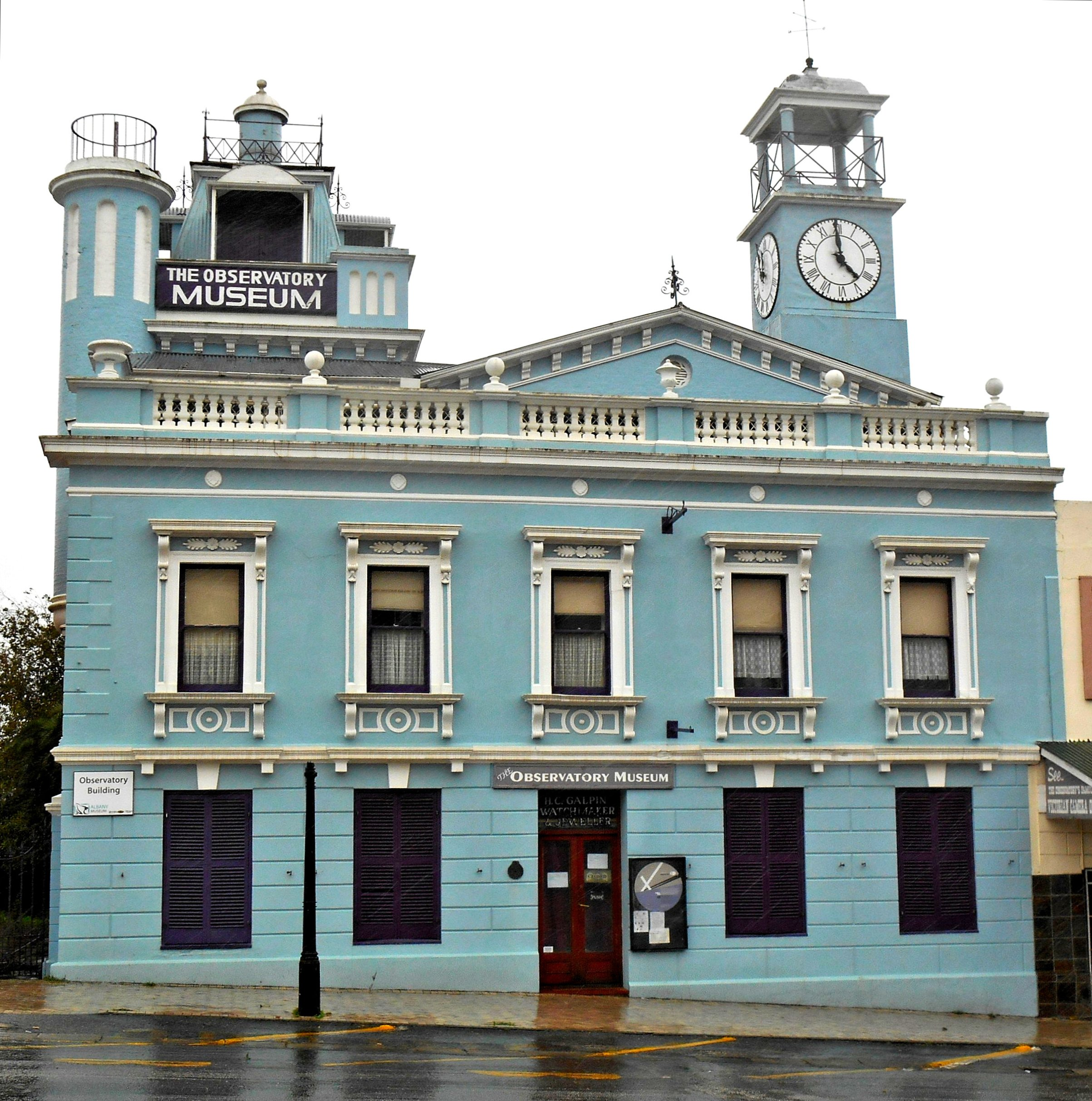
Observatory Museum, 10 Bathurst street.

L'université Rhodes (RU), fondée en 1904, fait partie des plus anciennes et des plus reconnues d'Afrique du Sud et du continent africain. Elle compte 6000 étudiants venant du monde entier. Elle a été baptisée « Rhodes » en l'honneur de Cecil Rhodes.
Grahamstown accueille également plusieurs écoles parmi les meilleures d'Afrique[réf. souhaitée] :
- Saint Andrews College (jeunes garçons)
- Diocesan School for Girls (jeunes filles, école sœur de SAC)
- Kingswood College (mixte)
- Graeme College (jeunes garçons)
- Victoria Girls High School (jeunes filles, école sœur de GC)

## Personnalités liées à la ville
- Allister Coetzee (1963- ), entraîneur de rugby à XV ;
- Elize du Toit (1981- ), actrice ;
- James Henry Greathead (1844-1896), ingénieur renommé pour ses travaux sur le métro de Londres ;
- Amy Jacot Guillarmod (1911-1992), botaniste sud-africaine, professeur à l'université Rhodes ;
- Gladys Mgudlandlu (1917-1979), peintre et enseignante ;
- Ian Smith (1919-2007), homme d'État anglo-rhodésien puis zimbabwéen ;
- Reza de Wet (1952-2012), dramaturge sud-africaine ;
- Josie Wood, fondatrice de la South African National Library for the Blind (Bibliothèque nationale sud-africaine pour les aveugles).

## Festivals

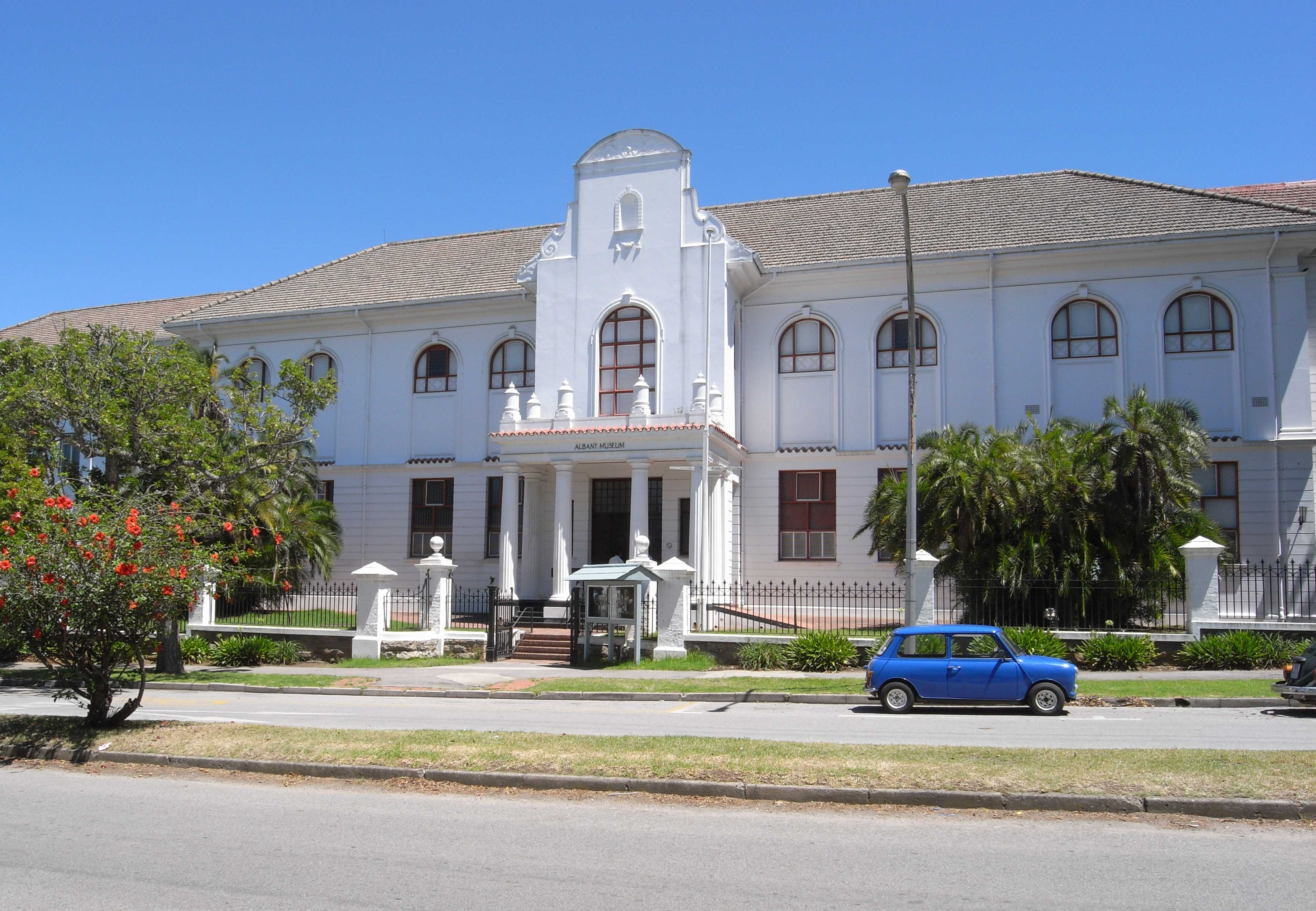
Le muséum Albany consacré à l'histoire naturelle.

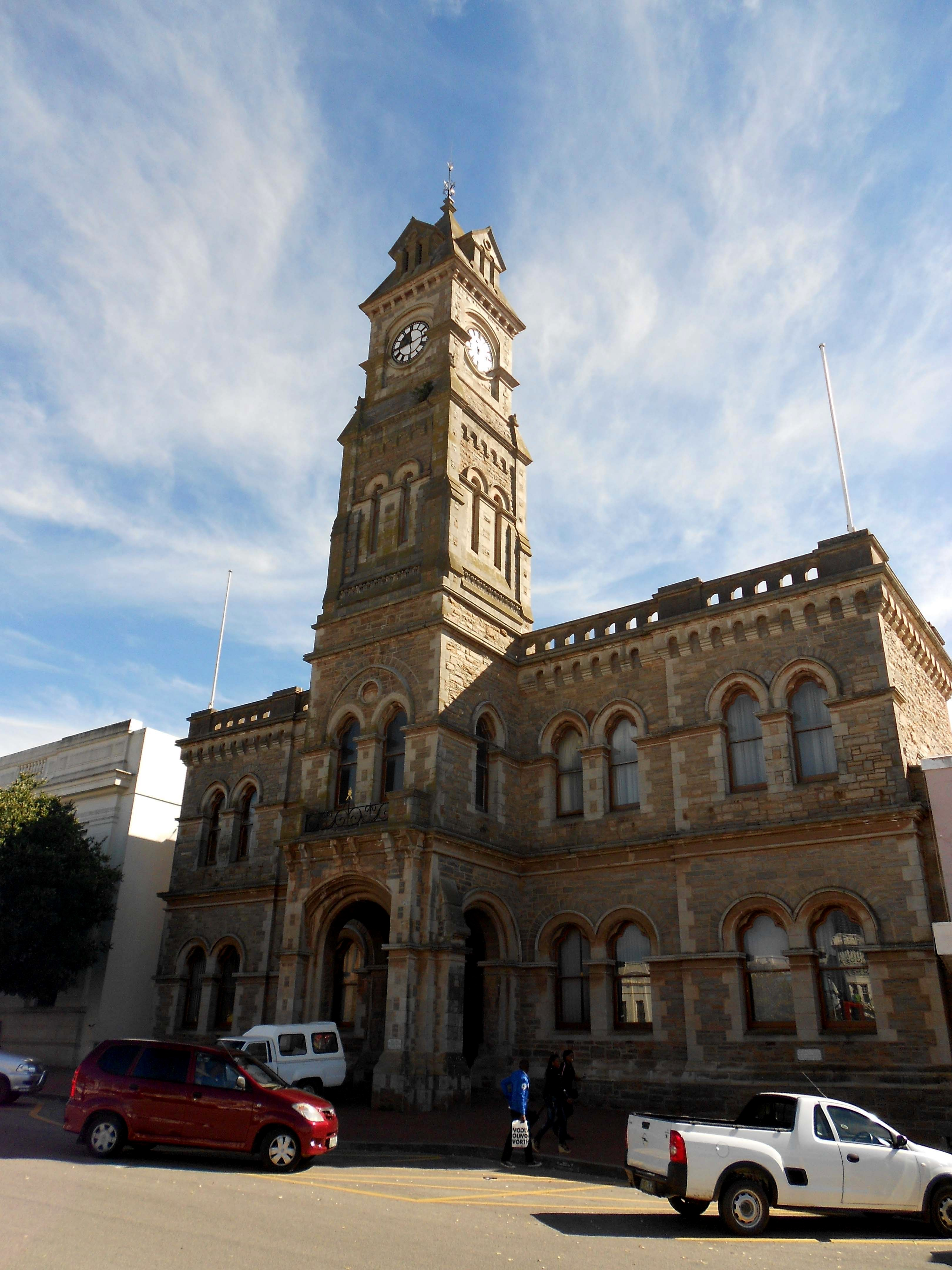
Hôtel de ville de Grahamstown.

Chaque année, pas moins de 15 festivals populaires sont organisés à Grahamstown dont le "festival national d'arts" en juillet.
C'est un spectacle culturel riche en sons et en couleurs qui attirent près d'un demi-million d'amateurs de théâtre et de musique.

## Tourisme

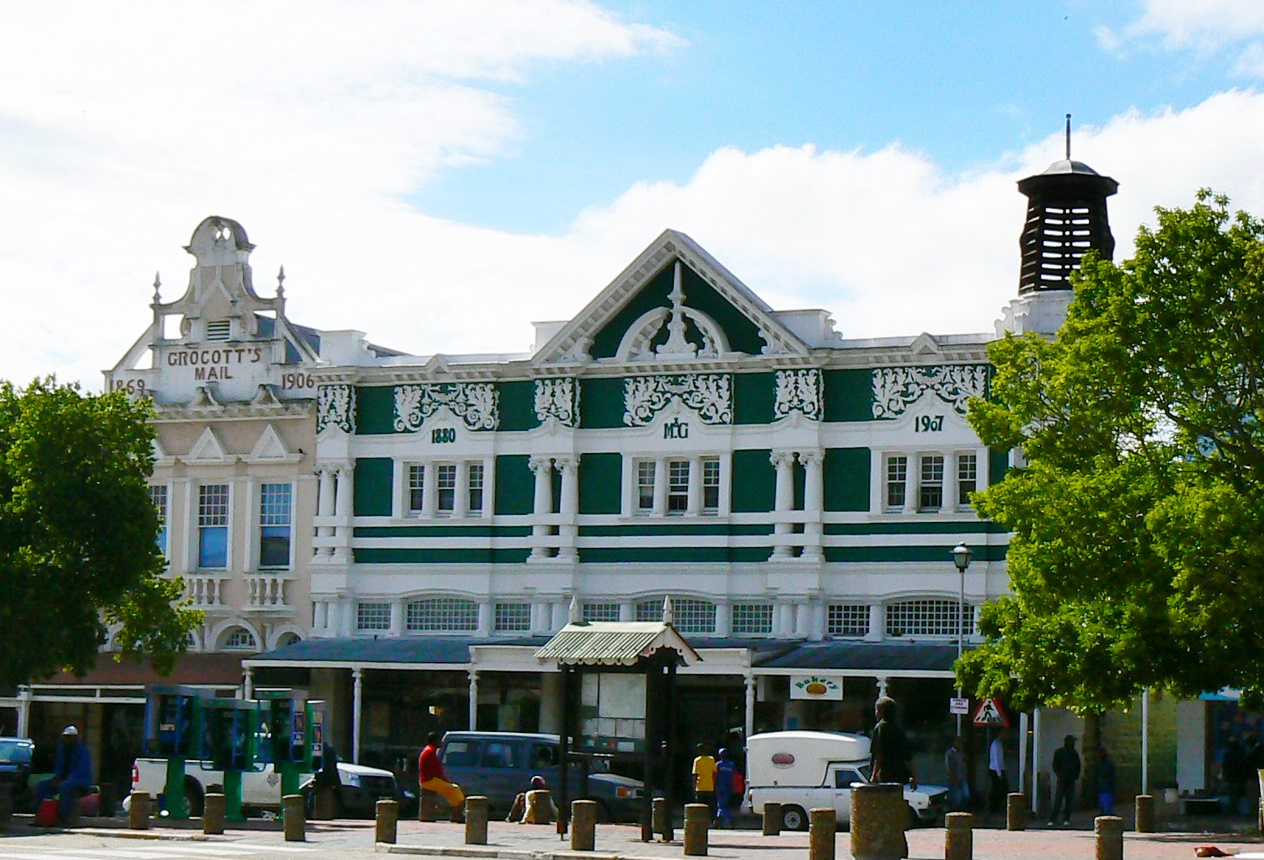
La façade du bâtiment Grocott's mail au 40 High Street.

La ville est très riche en histoires des communautés britanniques et xhosas vivant à Grahamstown. Elle compte 70 sites classés au patrimoine. Son architecture est diversifiée avec de nombreux édifices d'époque géorgienne, victorienne et du début de l’époque Edouardienne (notamment le bâtiment du journal Grocott's mail dont la façade date de 1906). 
La rue principale et commerciale de Grahamstown est High Street (dans le quartier de Grahamstown SP2) où sont situés les échoppes et les supermarchés. Située sur la place de l'église (l'historique church square), la Cathédrale anglicane St. Michael et St. George (construite en tant qu'église à partir de 1824, agrandie et complétée en 1878, 1893, 1912 et 1953) est de style néo-gothique. 
Le camp militaire britannique a été transformé en hôpital psychiatrique et certains bâtiments servent aussi de cellules de prison.
Dans le quartier de Rhodes, l'Albany Museum sur Somerset street est le deuxième musée le plus ancien d'Afrique australe. Fondé le 11 septembre 1855, il fait partie de l'institut de recherche de l'université Rhodes. Il conserve plus de deux millions de spécimens d'invertébrés d'eau douce, d'insectes terrestres, de poissons d'eau douce ou encore d'outils préhistoriques. Le musée d'histoire comprend également une vaste collection d'objets ayant appartenu ou représentant les premiers colons du Cap Oriental. 
Plus au sud-ouest, également dans le quartier de Rhodes, le "1820 Settlers National monument" est un monument national dédié aux colons d'où les visiteurs ont une très belle vue sur la ville.
De l'autre côté du pont de la rivière Matyana, frontière naturelle entre Grahamstown et le township, les visiteurs découvrent une autre face de la ville au travers des coutumes et la culture xhosas (danses...).